# Panganukk
Panganukk är en udde i Estland.   Den ligger i landskapet Saaremaa (Ösel), i den västra delen av landet, 200 km sydväst om huvudstaden Tallinn.
Terrängen inåt land är mycket platt. Havet är nära Panganukk åt sydväst.  Närmaste större samhälle är Kihelkonna, 8,6 km sydost om Panganukk.